# Liste der Kulturdenkmale in Vieselbach
Die Liste der Kulturdenkmale in Vieselbach enthält die Kulturdenkmale des Ortsteils Vieselbach der thüringischen Landeshauptstadt Erfurt, die vom Thüringischen Landesamt für Denkmalpflege und Archäologie als Bau- und Kunstdenkmale auf dem Gebiet der Stadt mit Stand vom 24. April 2025 erfasst wurden.

## Legende
- Bild: zeigt ein Bild des Kulturdenkmals und gegebenenfalls einen Link zu weiteren Fotos des Kulturdenkmals im Medienarchiv Wikimedia Commons
- Bezeichnung: Name, Bezeichnung oder die Art des Kulturdenkmals
- Lage: Wenn vorhanden Straßenname und Hausnummer des Kulturdenkmals; Grundsortierung der Liste erfolgt nach dieser Adresse. Der Link Karte führt zu verschiedenen Kartendarstellungen und nennt die Koordinaten des Kulturdenkmals.
 Kartenansicht, um Koordinaten zu setzen – in dieser Kartenansicht sind Kulturdenkmale ohne Koordinaten mit einem roten bzw. orangen Marker dargestellt und können in der Karte gesetzt werden. Kulturdenkmale ohne Bild sind mit einem blauen bzw. roten Marker gekennzeichnet, Kulturdenkmale mit Bild mit einem grünen bzw. orangen Marker.
- Datierung: gibt das Jahr der Fertigstellung beziehungsweise das Datum der Erstnennung oder den Zeitraum der Errichtung an
- Beschreibung: bauliche und geschichtliche Einzelheiten des Kulturdenkmals, vorzugsweise die Denkmaleigenschaften
- ID: Die ID identifiziert das Kulturdenkmal eindeutig. In Thüringen sind aktuell keine IDs veröffentlicht. In der ID-Spalte kann sich auch folgendes Icon  befinden, dies führt zu Angaben zu diesem Kulturdenkmal bei Wikidata.

## Liste der Kulturdenkmale in Vieselbach
| Bild                                    | Bezeichnung                                                       | Lage                                                                                       | Datierung | Beschreibung                                                                        | ID |
| --------------------------------------- | ----------------------------------------------------------------- | ------------------------------------------------------------------------------------------ | --------- | ----------------------------------------------------------------------------------- | -- |
| Fotos hochladen                         | Brücke über den Vieselbach                                        | Altenburg o. Nr.; Alter Graben o. Nr. (Karte)                                              |           | einzelnes Kulturdenkmal                                                             |    |
| BW                                      | Depositorium                                                      | Amtsberg 4 (Karte)                                                                         |           | Sachteil Depositorium (Gewölberaum) des ehem. Amtsgerichts; einzelnes Kulturdenkmal |    |
| BW                                      | Gehwegpflaster                                                    | Bahnhofsallee o. Nr., vor der ehem. Fleischerei Stocklossa (Karte)                         |           | Sachteil Gehwegpflaster mit Darstellung zweier Schweine; einzelnes Kulturdenkmal    |    |
| Fotos hochladen                         | Gehwegpflaster                                                    | Bahnhofsallee o. Nr., vor dem Gasthaus 'Thüringer Hof' (Karte)                             |           | Sachteil Gehwegpflaster mit Ornament aus vier F; einzelnes Kulturdenkmal            |    |
| Fotos hochladen                         | Wohnhaus                                                          | Bahnhofsallee 26 (Karte)                                                                   |           | einzelnes Kulturdenkmal                                                             |    |
| Fotos hochladen                         | Wohnhaus                                                          | Bahnhofsallee 42 (Karte)                                                                   | 1899      | Villa für Herrn Dr. Horn; einzelnes Kulturdenkmal                                   |    |
| weitere Bilder Fotos hochladen          | Villa Deinhardt                                                   | Brauhausstraße 2 (Karte)                                                                   | 1897      | Wohnhaus; einzelnes Kulturdenkmal                                                   |    |
| BW                                      | Einfriedung                                                       | Brauhausstraße 2 (Karte)                                                                   | 1897      | einzelnes Kulturdenkmal                                                             |    |
| BW                                      | Brauereigebäude ehemals Brauerei August Deinhardt mit Lagerkeller | Brauhausstraße 3, 4, 5, 7, 8 (Karte)                                                       |           | einzelnes Kulturdenkmal                                                             |    |
| Fotos hochladen                         | Eisenbahnviadukt                                                  | Brückenstraße (Karte)                                                                      |           | einzelnes Kulturdenkmal                                                             |    |
| BW                                      |                                                                   | Brückenstraße 1 (Karte)                                                                    |           | Bauliche Gesamtanlage Ensemble Gehöfte                                              |    |
| BW                                      | Friedhofskapelle                                                  | Burgberg, auf dem Friedhof, Südrand (Karte)                                                |           | einzelnes Kulturdenkmal                                                             |    |
| Direkt Bild zu diesem Denkmal hochladen | Torpfeiler                                                        | Burgberg, auf dem Friedhof                                                                 |           | einzelnes Kulturdenkmal                                                             |    |
| Direkt Bild zu diesem Denkmal hochladen | Zwei Marmorkreuze                                                 | Burgberg, auf dem Friedhof                                                                 |           | einzelnes Kulturdenkmal                                                             |    |
| Direkt Bild zu diesem Denkmal hochladen | Grabmal Dittmann                                                  | Burgberg, auf dem Friedhof                                                                 |           | einzelnes Kulturdenkmal                                                             |    |
| Direkt Bild zu diesem Denkmal hochladen | Grabmal Lippold                                                   | Burgberg, auf dem Friedhof                                                                 |           | einzelnes Kulturdenkmal                                                             |    |
| Direkt Bild zu diesem Denkmal hochladen | Grabmal Hesse                                                     | Burgberg, auf dem Friedhof                                                                 |           | einzelnes Kulturdenkmal                                                             |    |
| Direkt Bild zu diesem Denkmal hochladen | Grabmal Fuchs                                                     | Burgberg, auf dem Friedhof                                                                 |           | einzelnes Kulturdenkmal                                                             |    |
| Direkt Bild zu diesem Denkmal hochladen | Grabmal Käthchen Müller                                           | Burgberg, auf dem Friedhof                                                                 |           | einzelnes Kulturdenkmal                                                             |    |
| Direkt Bild zu diesem Denkmal hochladen | Grabmal Ludewig                                                   | Burgberg, auf dem Friedhof                                                                 |           | einzelnes Kulturdenkmal                                                             |    |
| Direkt Bild zu diesem Denkmal hochladen | Grabmal Reichardt, Albert u. Familie                              | Burgberg, auf dem Friedhof                                                                 |           | einzelnes Kulturdenkmal                                                             |    |
| Direkt Bild zu diesem Denkmal hochladen | Grabmalreihe                                                      | Burgberg, auf dem Friedhof                                                                 |           | einzelnes Kulturdenkmal                                                             |    |
| BW                                      | Mauergrabmale                                                     | Burgberg, auf dem Friedhof, an der nördlichen Friedhofsmauer beidseits des Portals (Karte) |           | einzelnes Kulturdenkmal                                                             |    |
| BW                                      |                                                                   | Erfurter Allee 2 (Karte)                                                                   |           | Teil des Emsembles Bauliche Gesamtanlage Ensemble Gehöfte                           |    |
| BW                                      | Wohnhaus, sogenanntes Jägerhaus                                   | Karl-Marx-Straße 13 (Karte)                                                                |           | einzelnes Kulturdenkmal                                                             |    |
| BW                                      | Tor und Porta                                                     | Karl-Marx-Straße 13 (Karte)                                                                |           | einzelnes Kulturdenkmal                                                             |    |
| weitere Bilder Fotos hochladen          | Evangelische Heiligkreuz-Kirche                                   | Kreuzkirchgasse 7 (Karte)                                                                  |           | mit Ausstattung; einzelnes Kulturdenkmal                                            |    |
| BW                                      | Pfarrhaus                                                         | Kreuzkirchgasse 13 (Karte)                                                                 |           | einzelnes Kulturdenkmal                                                             |    |
| BW                                      | Portal                                                            | Kreuzkirchgasse 13 (Karte)                                                                 |           | einzelnes Kulturdenkmal                                                             |    |
| BW                                      | Wohnhaus, sogenanntes Gottschalksches Haus                        | Lindenallee 4 (Karte)                                                                      |           | einzelnes Kulturdenkmal                                                             |    |
| BW                                      | Gehöft                                                            | Mühlplatz 3 (Karte)                                                                        |           | einzelnes Kulturdenkmal                                                             |    |
| BW                                      | Mündungseinfassung des Bachtunnels                                | Rathausplatz (Karte)                                                                       |           | einzelnes Kulturdenkmal                                                             |    |
| weitere Bilder Fotos hochladen          | Rathaus                                                           | Rathausplatz 1 (Karte)                                                                     |           | einzelnes Kulturdenkmal                                                             |    |
| BW                                      | Nebengebäude                                                      | Rathausplatz 1 (Karte)                                                                     |           | einzelnes Kulturdenkmal                                                             |    |
| BW                                      | Einfriedung                                                       | Rathausplatz 1 (Karte)                                                                     |           | einzelnes Kulturdenkmal                                                             |    |
| BW                                      |                                                                   | Rathausstraße 1 (Karte)                                                                    |           | Teil des Emsembles Bauliche Gesamtanlage Ensemble Gehöfte                           |    |
| weitere Bilder Fotos hochladen          | Katholische Pfarrkirche St. Maria Rosenkranzkönigin               | Straße der Jugend, bei Nr. 10 (Karte)                                                      |           | mit Ausstattung; einzelnes Kulturdenkmal                                            |    |
| BW                                      | Gaststätte Burghof                                                | Straße der Jugend 4 (Karte)                                                                |           | einzelnes Kulturdenkmal                                                             |    |
| BW                                      | Wohn- und Gemeindehaus                                            | Straße der Jugend 10 (Karte)                                                               |           | einzelnes Kulturdenkmal                                                             |    |

## Ehemalige Kulturdenkmale in Vieselbach
| Bild                           | Bezeichnung | Lage                     | Datierung | Beschreibung            | ID |
| ------------------------------ | ----------- | ------------------------ | --------- | ----------------------- | -- |
| weitere Bilder Fotos hochladen | Wohnhaus    | Bahnhofsallee 40 (Karte) |           | einzelnes Kulturdenkmal |    |